# Mitino (przystanek kolejowy)
Mitino (ros. Митино) – przystanek kolejowy w miejscowości Mitino, w rejonie safonowskim, w obwodzie smoleńskim, w Rosji. Położony jest na linii Moskwa - Mińsk - Brześć.